# Scinax berthae
Scinax berthae es una especie de anfibios de la familia Hylidae.
Habita en el nordeste de Argentina, sur de Brasil, sur de Paraguay y Uruguay.
Sus hábitats naturales incluyen bosques tropicales o subtropicales secos y a baja altitud, praderas parcialmente inundadas, marismas intermitentes de agua dulce, pastos y zonas previamente boscosas ahora muy degradadas.
Está amenazada por la destrucción de su hábitat natural.